# Studijní ústavy
Studijní ústavy, též I. a II. studijní ústav, je dvojice budov ve Zlíně na náměstí T. G. Masaryka s číslem popisným 2734 a 3218. Byly vybudovány ve dvou etapách v letech 1936 a 1938 podle návrhu architekta Františka Lýdie Gahury jako pokus o vytvoření nové vzdělávací a vědeckovýzkumné instituce. Volně stojící objekty situované po stranách Památníku Tomáše Bati završují tzv. Gahurův prospekt ve svažitém terénu na jižním okraji města, po jehož stranách na ústavy navazuje dvojřadí internátních budov. Východní budovu I. ústavu novodobě využívá Gymnázium a Jazyková škola s právem státní jazykové zkoušky Zlín a v západní budově II. ústavu sídlí Územní odbor Zlín Policie České republiky. V roce 1997 byly obě stavby zapsány na seznam nemovitých kulturních památek.

## Historie
Studijní ústav ve Zlíně vznikl v roce 1935 z iniciativy tehdejšího jediného majitele koncernu Baťa Jana Antonína Bati (1898–1965). Autorem ideového plánu byl Antonín Grác, který se také stal vedoucím pedagogické správy ústavu, zatímco technicko-organizační správu vedl architekt František Kadlec. Podle původní koncepce měl být první vystavěný objekt ústavu věnován technologiím a technice, odkud pocházel i počáteční název Technologický ústav. Druhý objekt měl sloužit studiu přírodních věd. Za realizovanými dvěma ústavy se podle původního návrhu měly vyskytovat ještě další dvě budovy pro duchovní vědy a umění. Do výstavby prvního ústavu sídlila instituce v prvním internátu.

### Gahurovy plány
Akademický architekt František Lýdie Gahura nastoupil k firmě Baťa v roce 1924 a setrval u ní do roku 1945. Pro nově se formující náměstí Práce ve Zlíně navrhl firemní Obchodní dům (1930) a budovu Velkého kina (1931). Ve svahu nad nimi Gahura navrhl urbanistické řešení v podobě zeleného prospektu, který posléze převzal jeho jméno, po obou stranách lemovaného budovami internátů. V původním návrhu z roku 1931 ještě architekt navrhoval přivést k (dnes už neexistujícímu) komplexu Masarykových škol lesní porost, který by přecházel v upravený travnatý prostor. K realizaci tohoto plánu už však nedošlo, v roce 1932 zemřel při letecké nehodě Tomáš Baťa a o rok později byl zbudován na vrcholu prospektu jeho památník. Tímto výrazným solitérním objektem završil architekt Gahura prospekt internátů a zároveň i severojižní urbanistickou osu města.

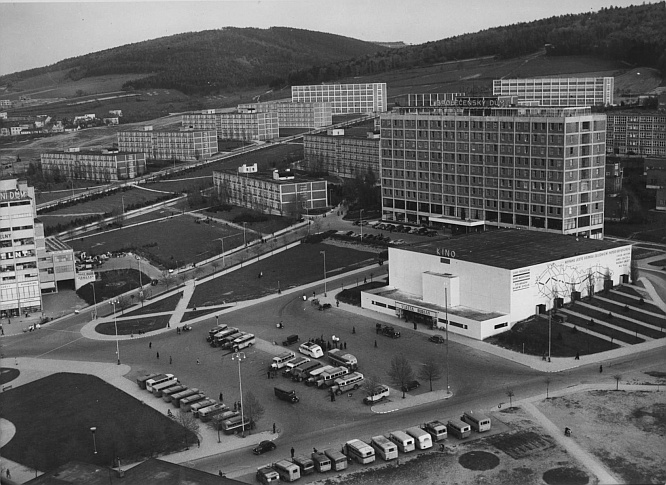
Studijní ústavy po obou stranách Památníku Tomáše Bati završují Gahurův prospekt, v pozadí dobového snímku

V letech 1933–1946 zastával Gahura pozici prvního městského architekta Zlína. Do tohoto období spadá také výstavba Studijních ústavů. Umístění Baťova památníku jen zdůraznilo exkluzivitu horní části prospektu. Sem pak také umístil architekt plánovanou čtveřici budov. První a druhý ústav uzavíraly náměstí Průkopníků (pozdější náměstí T. G. Masaryka) po obou stranách památníku. Spolu s plánovanými dalšími dvěma paralelními objekty měly být podle (nerealizovaného) záměru spojeny s ústřední budovou památníku prosklenými chodbami. Ačkoli dochovaná projektová dokumentace autora neuvádí, je autorství plánu připisováno samotnému Gahurovi, případně Františku Kadlecovi.

### Výstavba
Dne 23. srpna 1935 požádala firma Baťa o povolení stavby „technologického a studijního ústavu“ (pozdějšího I. studijního ústavu) podle projektu Zlínské stavební akciové společnosti, která patřila ke koncernu Baťa. Povolení firma získala 5. září 1935. Náklady na výstavbu činily 2 468 170 korun. V březnu 1936 již byla budova v zásadě dokončena. Dne 16. května 1936 byla podána žádost o kolaudaci, 7. července téhož roku se uskutečnilo komisionální jednání, ale už 26. dubna 1936 byl ústav slavnostně otevřen. Dne 18. června téhož roku jej osobně navštívil na své první moravské cestě československý prezident Edvard Beneš.
Budova II. studijního ústavu byla realizována v letech 1937 až 1938 a stála 2 585 428 korun. V zásadě byla stavba konstrukčně identická s I. ústavem, ovšem o patro nižší, přičemž sklon terénu vyvolával optický dojem výškové shody obou budov.

### Využití ústavů
Bezprostředním účelem studijních ústavů bylo poskytovat širší vzdělání zaměstnancům koncernu Baťa a obyvatelstvu Zlína. Nejednalo se však o běžná školská zařízení, ačkoli svou koncepcí ústavy navazovaly na existující vzdělávací instituce ve městě. Osvojení znalostí technických a komerčních oborů se provádělo převážně v podobě krátkodobých kurzů probíhajících vpodvečer po práci a o sobotách. Studijní ústavy disponovaly učebnami, laboratořemi a speciálně upravenými výstavními sály, jejichž exponáty byly určené nejen k prohlížení, ale v některých případech bylo možné vyzkoušet si jejich funkčnost. Nadto se obě budovy využívaly i pro další pedagogické účely, v prvním ústavu byly učebny určené pro Baťovu školu práce a ve druhém ústavu byly zřízeny učebny využívané Spolkovým reálným gymnáziem, v roce 1939 zde získala prostory i Škola umění s uměleckoprůmyslovým zaměřením. Od srpna 1940 sloužilo páté podlaží prvního ústavu jako archiv novinových zpráv (výstřižková služba). V roce 1941 zde také např. působil Otto Wichterle, který ověřoval vlastnosti polymerů pouštěním balonků. V době po uzavření českých vysokých škol v listopadu 1939 suploval Studijní ústav absolventům středních škol chybějící univerzity, což neušlo pozornosti říšskoněmeckých orgánů.

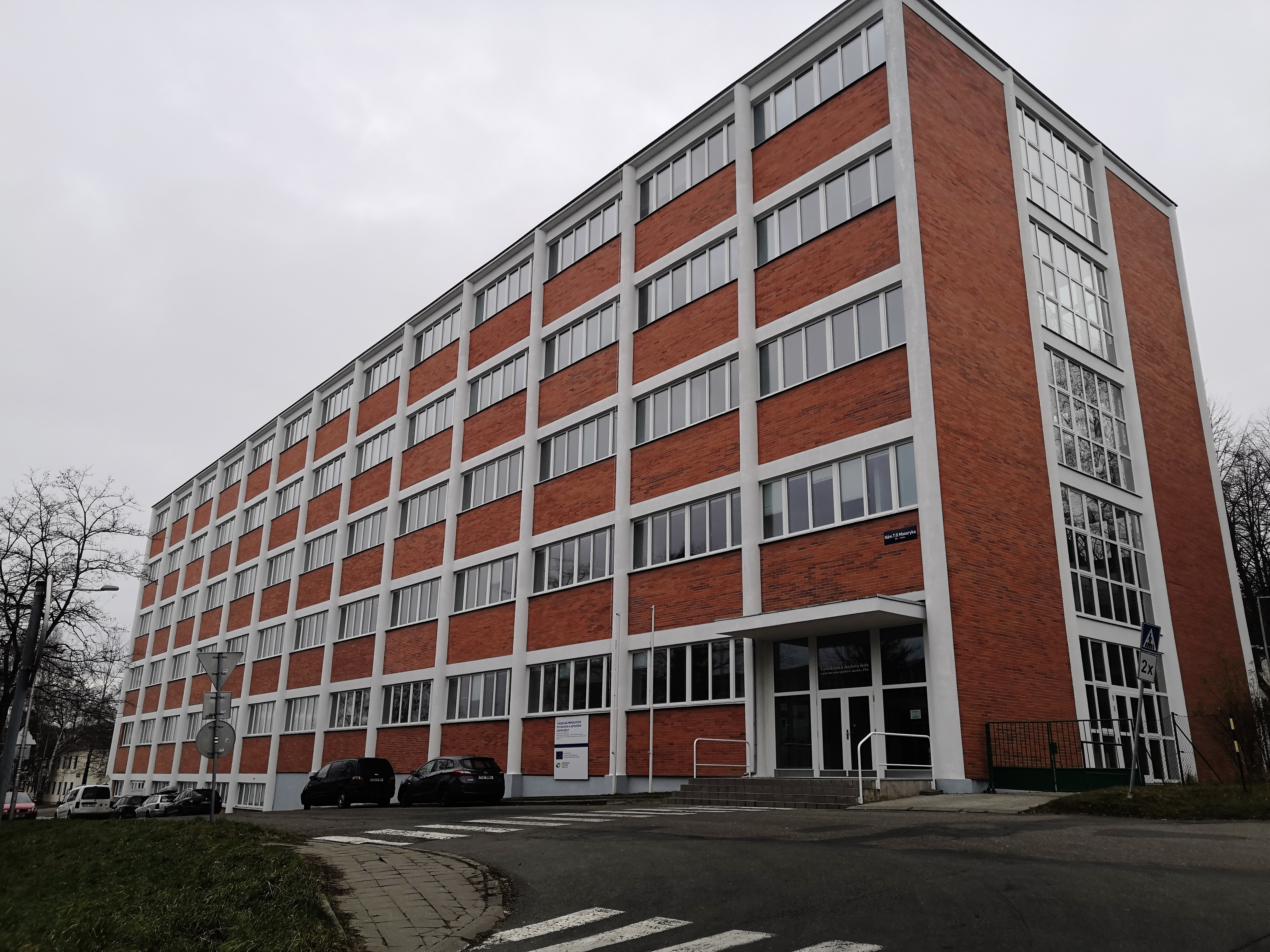
Budova I. studijního ústavu v roce 2020 jako sídlo gymnázia s jazykovou školou

Budova I. studijního ústavu byla na sklonku druhé světové války poškozena útokem Volkssturmu a 2. května 1945 vyhořelo jeho páté patro, čemuž padl za oběť archiv novin a časopisů, většina technické i beletristické knihovny, knihařská dílna a fotografická laboratoř. Správu zbývající knihovny, archivu a muzea převzal bezprostředně po skončení války Vincenc Makovský. Sbírky byly veřejnosti znovu zpřístupněny až v roce 1947. Od srpna 1948 však nově sídlil v budově také okresní národní výbor s berní správou a od ledna 1949 jednotný národní výbor, jemuž v letech 1950–1952 předsedal Milouš Jakeš. Činnost samotného Studijního ústavu byla v letech 1945 až 1952 postupně utlumována a zcela zastavena.
Druhý ústav hostil během válečných let také finanční a celní úřad a v letech 1941–1942 v něm proběhly částečné adaptace, když ve druhém podlaží vznikly pokusné dílny: fotografická, stolařská, strojnická a tiskařská. V roce 1951 byl II. studijní ústav předán krajským složkám Sboru národní bezpečnosti, zatímco I. ústav byl o rok později převeden na ministerstvo školství a od té doby sloužil potřebám středního školství. Po výstavbě nové administrativní budovy jednotného národního výboru v roce 1952 byla totiž do uvolněných prostor studijního ústavu nastěhována Střední průmyslová škola a v následujících letech budova hostila i několik dalších středoškolských vzdělávacích institucí (SPŠ kožařská a SPŠ chemická). Škola umění byla přestěhována do Uherského Hradiště. Ještě v roce 1969 došlo ve vedení národního podniku Svit k úvahám o obnovení Studijního ústavu, k jejichž realizaci však nedošlo.

## Architektura
Studijní ústavy byly situovány do horní části pozdějšího Gahurova prospektu v okolí Památníku Tomáše Bati. Ze zamýšlených čtyř objektů však byly realizovány pouze dva, a to bez propojení s památníkem. Jedná se tedy o dvojici volně stojících objektů, umístěných symetricky v jedné ose s památníkem ve svažitém terénu na jižním okraji města. Jsou tak součástí jednotného urbanistického celku, vzniklého podle návrhu architekta Gahury, který nemá v českém prostředí obdoby jak co do velikosti, tak i estetického účinku. Obě budovy jsou typickými představiteli baťovské meziválečné architektury s užitím všech jejích charakteristických prvků, jimiž byl železobetonový skelet o modulu 6,15 × 6,15 m, cihlové vyzdívky a pásová okna. Podobných vícepodlažních budov realizovalo vedení koncernu Baťa ve 30. letech 20. století hned několik.
Základem obou staveb s trojtraktovou dispozicí s ústřední chodbou a dvěma řadami učeben po stranách byla nosná železobetonová rámová konstrukce, výplňové zdivo provedené po obvodu z dutých cihel a uvnitř budovy z termobetonu, dále velká dvojitá dřevěná okna pokrývající více než polovinu vnějšího pláště a plochá střecha krytá lepenkou. S výstavní a edukační náplní obou institutů souvisela některá specifika, mezi něž patřil tvar a členění místností, pohodlná schodiště po obou stranách čela budov a červená barva cementového potěru podlah. V některých podlažích byl původně otevřený nedělený výstavní prostor. Specifická funkce budov si navíc vyžádala vyšší polohu pásových oken, která však zůstala zachována jen u budovy I. ústavu.
Budovy se v některých detailech vzájemně lišily. První studijní ústav měl pět podlaží a ve východní části byl částečně podsklepen (o rozsahu šesti polí). Světlá výška suterénu činila 3 metry, u ostatních podlaží pak 4 metry. Druhý ústav byl jen čtyřpodlažní, ovšem vzhledem ke svažitosti měl v rozsahu semi polí ve východní polovině de facto také pět podlaží.

## Další vývoj

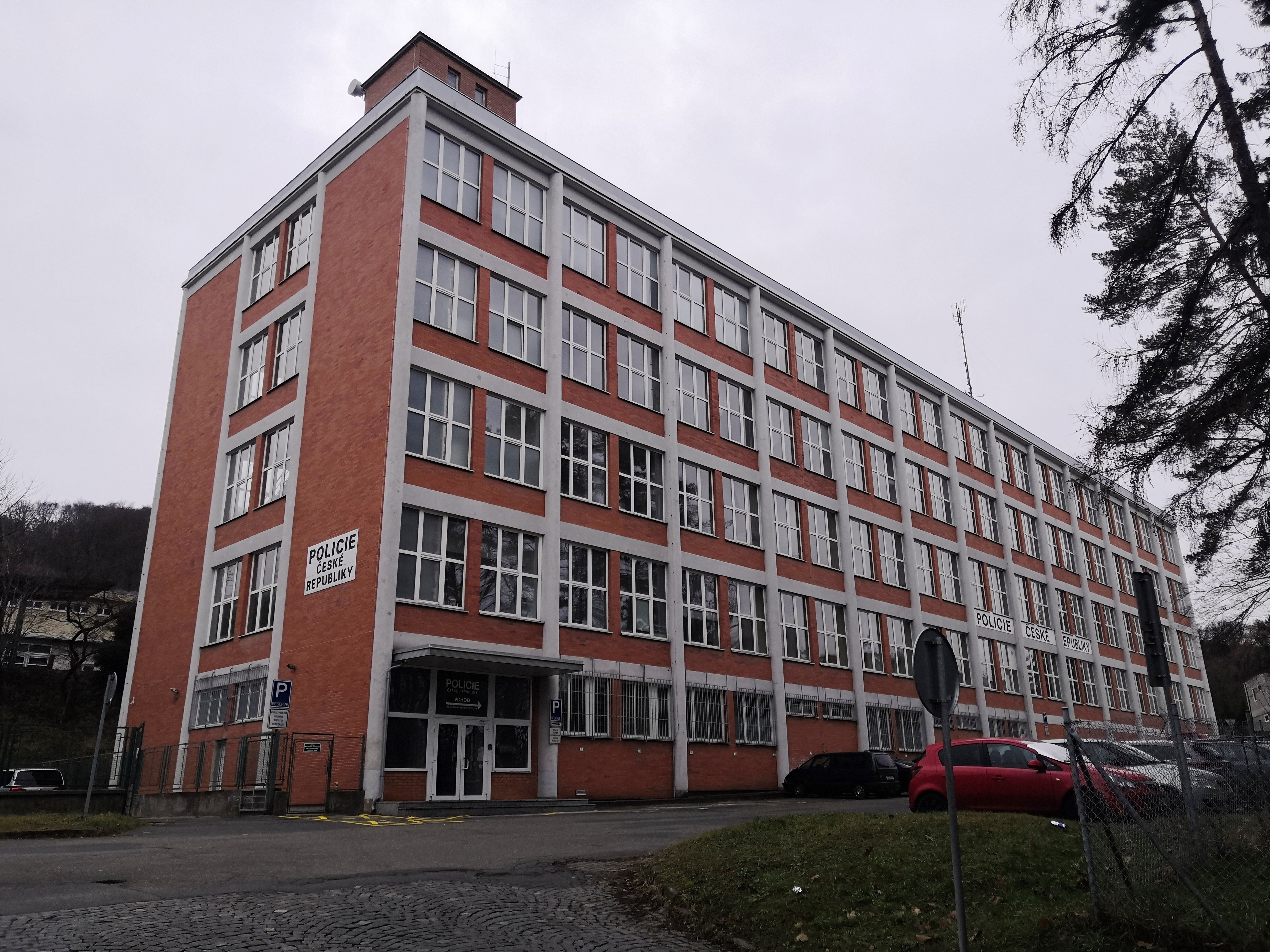
Budova II. studijního ústavu v roce 2020 jako sídlo Policie České republiky

V poválečném období prošly obě budovy několika rekonstrukcemi v interiéru i exteriéru, na jižní (zadní) straně byly dostavěny přístavby, které narušily původní urbanistické řešení. Okolo II. studijního ústavu navíc vzniklo oplocené parkoviště, znemožňující plynulý přechod zelených ploch do volné krajiny. Došlo také k zateplení fasády a k nešetrné výměně původních dřevěných oken za plastová, která narušila původní členění fasády.
V letech 1977–1995 sídlila v budově I. studijního ústavu Střední zdravotnická škola, která později získala svoji budovu v Bartošově čtvrti. Od roku 1998 zde sídlila Státní jazyková škola, k 1. červenci 2006 spojená s gymnáziem v Gymnázium a Jazyková škola s právem státní jazykové zkoušky Zlín. V západní budově II. ústavu sídlí Územní odbor Zlín spadající pod Krajské ředitelství policie Zlínského kraje. 
V květnu 1997 byla dvojice budov prohlášena rozhodnutím Ministerstva kultury ČR za kulturní památku. Již od listopadu 1990 je také součástí zlínské městské památkové zóny. Právě kontext parkového prospektu coby „jedinečného urbanistického díla“, které „co do velkorysosti a estetické hodnoty nemá […] u nás obdoby“, vyzdvihl Národní památkový ústav jako zdůvodnění památkové ochrany objektů.
V roce 2011 byla v budově gymnázia a jazykové školy provedena rekonstrukce elektrorozvodů a zdravotechnických instalací, upravena centrální sociální zařízení a zřízeny nové šatny, došlo k úpravám z důvodů požární ochrany. O rok později došlo i na rekonstrukci střechy u hlavní budovy a později přistavěné tělocvičny. V roce 2013 byla rekonstruována chemická laboratoř a později do roku 2019 byla vybudována nová pracoviště pro biologii, fyziku a geografii. V roce 2018 bylo modernizováno sportoviště.
V roce 2019 byla na budově II. studijního ústavu nainstalována pamětní deska připomínající činnost Školy umění.